# Ligne de tramway 376
La ligne 376 est une ancienne ligne du tramway vicinal de Gand de la Société nationale des chemins de fer vicinaux (SNCV) qui reliait Gand à Grammont entre 1907 et 1955.

## Histoire
Une ligne, sans indice de numérotation, de tramway à traction vapeur, entre Merelbeke et Herzele, est mise en service le 23 juin 1907 par la SA des Chemins de fer provinciaux (CFP), capital 128. Elle est prolongée d'Herzele vers Grammont, le 1er mai 1912 et de Merelbeke vers Gand Sterre le 11 octobre 1913.
L'exploitation de la ligne est reprise par la Société nationale des chemins de fer vicinaux (SNCV) en 1918. Elle est ensuite prolongée de Gand Sterre vers la gare de Gand-Saint-Pierre, le 1er avril 1925. Ce qui marque l'apogée du développement de cette ligne numérotée 376.
Le début des années 1950, marquent l'aboutissement du déclin de l'attrait du tramway avec des fermetures de lignes. La section de Gand Saint-Pierre à Merelbeke est fermée et supprimée le 6 mai 1954 et la section de Merelbeke à Hautem-Saint-Liévin est fermée et supprimée le 2 octobre 1954. La totalité de la ligne est fermée est supprimée le 15 décembre 1955.